# Пастерівська вулиця
Ву́лиця Пасте́рівська — вулиця в Черкасах, яка вважається досить значною при з'єднанні центральної частини міста з Хімселищем.

## Розташування
Починається від вулиці Верхня Горова на сході. Простягається на південний захід на 4 км до проспекту Хіміків. Вулицю перетинають велика кількість інших вулиць та провулків. Майже на початку вулиця перехрещується з бульваром Шевченка. 1967 року приєднано частину провулка Спортивного.

## Опис
Вулиця має різну ширину на різних ділянках. Спочатку вона не досить широка, по дві смуги в кожному напрямку. На ділянці між вулицями Бидгощською та Поднєвича вона є бульваром, а також і з внутрішньою алеєю на ділянці між вулицями Невського (нині Олександра Маламужа та Поднєвича. Протилежні дороги, при цьому, неширокі. Остання ділянка неширока, по одній смузі в кожному напрямку.

## Походження назви
Вперше вулиця згадується 1884 року як Єрмиловська. В 1886 році перейменована та Старопречистенську. Сучасну назву отримала в 1941 році, названа на честь французького мікробіолога та хіміка Луї Пастера.

## Будівлі
По вулиці розташовані:
- один з найвищих будинків міста — 16-поверховий житловий будинок «Адріатика» (№ 11)
- Черкаська обласна спеціалізована дитячо-юнацька спортивна школа олімпійського резерву (№ 102)
- будівля колишнього Черкаського інституту Міжрегіональної академії управління персоналом (№ 102/1)
- Соснівський районний відділ Черкаського обласного управління Міністерства внутрішніх справ України (№ 104).

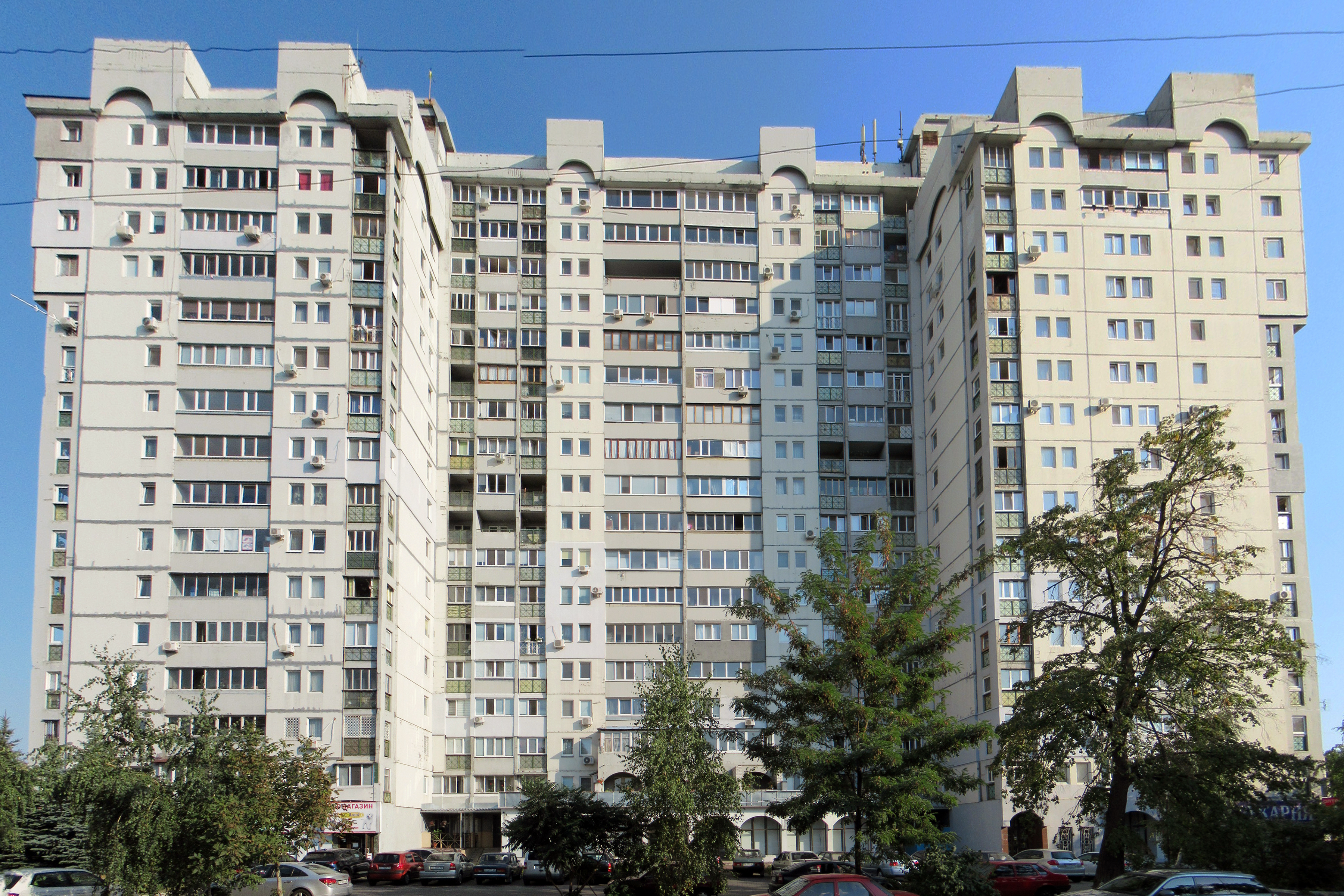
№ 11 — Югославський будинок
Обласна спеціалізована ДЮСШ
Колишній інститут МАУП
Соснівський РВ УМВС